# Saison 1 de Drag Race Germany
La première saison de Drag Race Germany est diffusée pour la première fois le 5 septembre 2023 sur MTV et Paramount+ en Allemagne, en Autriche et en Suisse et sur WOW Presents Plus à l’international.
La création d'une version allemande de RuPaul's Drag Race est annoncée le 9 août 2022. Les juges principaux sont Barbie Breakout, Gianni Jovanovic et Dianne Brill. Le casting est composé de onze candidates et est annoncé le 15 août 2023 sur les réseaux sociaux.
La gagnante de la saison reçoit un an d'approvisionnement de maquillage chez Anastasia Beverly Hills et 100 000 euros.
La gagnante de la saison est Pandora Nox, avec Metamorkid et Yvonne Nightstand comme secondes. Elle est la première femme cisgenre à remporter une émission de la franchise Drag Race.

## Candidates
Les candidates de la première saison de Drag Race Germany sont :
(Les noms et âges donnés sont ceux annoncés au moment de la compétition.)
| Candidate            | Âge | Résidence                               | Classement |
| -------------------- | --- | --------------------------------------- | ---------- |
| Pandora Nox          | 29  | Vienne                                  | Gagnante   |
| Metamorkid           | 24  | Vienne                                  | Secondes   |
| Yvonne Nightstand    | 29  | Berlin                                  | Secondes   |
| Kelly Heelton        | 41  | Wiesbaden, Hesse                        | 4e place   |
| Loreley Rivers       | 24  | Düsseldorf, Rhénanie-du-Nord-Westphalie | 5e place   |
| Victoria Shakespears | 29  | Bâle, Canton de Bâle-Ville              | 6e place   |
| Nikita Vegaz         | 38  | Berlin                                  | 7e place   |
| Tessa Testicle       | 25  | Bâle, Canton de Bâle-Ville              | 8e place   |
| LéLé Cocoon          | 23  | Francfort, Hesse                        | 9e place   |
| The Only Naomy       | 22  | Cologne, Rhénanie-du-Nord-Westphalie    | 10e place  |
| Barbie Q             | 25  | Munich, Bavière                         | 11e place  |

## Progression des candidates
|            |                      | Épisode | Épisode | Épisode | Épisode | Épisode | Épisode | Épisode | Épisode | Épisode | Épisode | Épisode      | Épisode  |
| 1          | 2                    | 3       | 4       | 5       | 6       | 7       | 8       | 9       | 10      | 11      | 12      |              |          |
| ---------- | -------------------- | ------- | ------- | ------- | ------- | ------- | ------- | ------- | ------- | ------- | ------- | ------------ | -------- |
| Candidates | Pandora Nox          | WIN     | HIGH    | SAFE    | WIN     | BTM2    | HIGH    | WIN     | BTM2    | SAFE    | HIGH    | INVITÉE      | GAGNANTE |
| Candidates | Metamorkid           | SAFE    | SAFE    | WIN     | SAFE    | HIGH    | SAFE    | HIGH    | HIGH    | WIN     | BTM2    | INVITÉE      | SECONDE  |
| Candidates | Yvonne Nightstand    | SAFE    | SAFE    | LOW     | SAFE    | SAFE    | HIGH    | LOW     | WIN     | TOP2    | WIN     | INVITÉE      | SECONDE  |
| Candidates | Kelly Heelton        | SAFE    | LOW     | HIGH    | SAFE    | SAFE    | WIN     | WIN     | HIGH    | SAFE    | ELIM    | INVITÉE      | INVITÉE  |
| Candidates | Loreley Rivers       | SAFE    | WIN     | SAFE    | LOW     | WIN     | BTM3    | BTM2    | ELIM    |         |         | INVITÉE      | INVITÉE  |
| Candidates | Victoria Shakespears | BTM2    | BTM2    | HIGH    | SAFE    | HIGH    | BTM3    | ELIM    |         |         |         | MISS DARLING | INVITÉE  |
| Candidates | Nikita Vegaz         | LOW     | SAFE    | SAFE    | WIN     | LOW     | ELIM    |         |         |         |         | INVITÉE      | INVITÉE  |
| Candidates | Tessa Testicle       | BTM2    | HIGH    | BTM2    | BTM2    | ELIM    |         |         |         |         |         | INVITÉE      | INVITÉE  |
| Candidates | LéLé Cocoon          | HIGH    | SAFE    | SAFE    | ELIM    |         |         |         |         |         |         | INVITÉE      | INVITÉE  |
| Candidates | The Only Naomy       | SAFE    | SAFE    | ELIM    |         |         |         |         |         |         |         | INVITÉE      | INVITÉE  |
| Candidates | Barbie Q             | HIGH    | ELIM    |         |         |         |         |         |         |         |         | INVITÉE      | INVITÉE  |

 La candidate a gagné Drag Race Germany.
 La candidate a fini seconde.
 La candidate a été élue Miss Darling.
 La candidate a gagné le maxi défi de la semaine.
 La candidate a été déclarée meilleure candidate de l'épisode mais a perdu le lip-sync.
 La candidate a reçu des critiques positives des juges et a été déclarée sauve.
 La candidate a été déclarée sauve.
 La candidate a reçu des critiques négatives des juges mais a été déclarée sauve.
 La candidate a été en danger d’élimination.
 La candidate a été éliminée.

## Lip-syncs
| Épisode | Candidate                                                | vs.                                                      | Candidate                                                | Chanson                      | Artiste        | Candidate éliminée   |
| ------- | -------------------------------------------------------- | -------------------------------------------------------- | -------------------------------------------------------- | ---------------------------- | -------------- | -------------------- |
| 1       | Tessa Testicle                                           | vs.                                                      | Victoria Shakespears                                     | Lieben wir                   | Shirin David   | Aucune               |
| 2       | Barbie Q                                                 | vs.                                                      | Victoria Shakespears                                     | Break My Heart               | Dua Lipa       | Barbie Q             |
| 3       | Tessa Testicle                                           | vs.                                                      | The Only Naomy                                           | Holding Out for a Hero       | Bonnie Tyler   | The Only Naomy       |
| 4       | LéLé Cocoon                                              | vs.                                                      | Tessa Testicle                                           | About Damn Time              | Lizzo          | LéLé Cocoon          |
| 5       | Pandora Nox                                              | vs.                                                      | Tessa Testicle                                           | Atemlos durch die Nacht      | Helene Fischer | Tessa Testicle       |
| 6       | Loreley Rivers vs. Nikita Vegaz vs. Victoria Shakespears | Loreley Rivers vs. Nikita Vegaz vs. Victoria Shakespears | Loreley Rivers vs. Nikita Vegaz vs. Victoria Shakespears | Flowers                      | Miley Cyrus    | Nikita Vegaz         |
| 7       | Loreley Rivers                                           | vs.                                                      | Victoria Shakespears                                     | Nobody's Supposed to Be Here | Deborah Cox    | Victoria Shakespears |
| 8       | Loreley Rivers                                           | vs.                                                      | Pandora Nox                                              | Chandelier                   | Sia            | Loreley Rivers       |
| Épisode | Candidate                                                | vs.                                                      | Candidate                                                | Chanson                      | Artiste        | Gagnante             |
| 9       | Metamorkid                                               | vs.                                                      | Yvonne Nightstand                                        | Rock Me Amadeus              | Falco          | Metamorkid           |
| Épisode | Candidate                                                | vs.                                                      | Candidate                                                | Chanson                      | Artiste        | Candidate éliminée   |
| 10      | Kelly Heelton                                            | vs.                                                      | Metamorkid                                               | Heart to Break               | Kim Petras     | Kelly Heelton        |
| Épisode | Candidate                                                | vs.                                                      | Candidate                                                | Chanson                      | Artiste        | Gagnante             |
| 12      | Metamorkid vs. Pandora Nox vs. Yvonne Nightstand         | Metamorkid vs. Pandora Nox vs. Yvonne Nightstand         | Metamorkid vs. Pandora Nox vs. Yvonne Nightstand         | Rise Like a Phoenix          | Conchita Wurst | Pandora Nox          |

  La candidate a été éliminée après sa première fois en danger d'élimination.
  La candidate a été éliminée après sa troisième fois en danger d'élimination.
  La candidate a été éliminée après sa quatrième fois en danger d'élimination.
  La candidate a gagné le lip-sync.

## Juges invités
Cités par ordre chronologique :
- Shirin David, chanteuse allemande[6] ;
- Konstantinos, styliste germano-grec ;
- Denis We, chorégraphe allemand ;
- Raffaella Zollo, personnalité des réseaux sociaux allemande ;
- Estefania Elisa, personnalité des réseaux sociaux allemande ;
- Sasha Velour, gagnante de la neuvième saison de RuPaul's Drag Race.

### Invités spéciaux
Certains invités apparaissent dans les épisodes, mais ne font pas partie du panel de jurés.
Épisode 1
- Walter Gomez, photographe colombien.

Épisode 3
- Nubia Ortega, musicien salvadorien.